# Fraseria cinerascens
Fraseria cinerascens е вид птица от семейство Muscicapidae.

## Разпространение
Видът е разпространен в Ангола, Бенин, Габон, Гана, Гвинея, Гвинея-Бисау, Екваториална Гвинея, Камерун, Демократична република Конго, Република Конго, Кот д'Ивоар, Либерия, Нигерия, Сенегал, Сиера Леоне и Централноафриканската република.